# Die lustigen Weiber von Windsor (1950)
Die lustigen Weiber von Windsor ist eine deutsche Opernverfilmung der DEFA von Georg Wildhagen aus dem Jahr 1950.

## Handlung
Eine Theatergruppe kommt in eine Stadt und führt dort ihr Stück um Sir John Falstaff und die Weiber von Windsor auf.
Frau Fluth und ihre Nachbarin Frau Reich sind entsetzt, haben beide verheiratete Frauen von Ritter John Falstaff doch eine identische schriftliche Liebeserklärung erhalten. Sie beschließen, dem Trunkenbold, der ständig schlecht bei Kasse ist, einen Denkzettel zu verpassen. Gleichzeitig wollen sie Hern Fluth von seiner Eifersucht kurieren.
Frau Fluth beantwortet Falstaffs Brief, in dem sie ihn in ihr Haus einlädt. Frau Reich wiederum steckt Herrn Fluth einen Brief zu, der ihm vom Besuch Falstaffs bei seiner Frau berichtet. Als Falstaff erscheint und zudringlich werden will, erscheint Frau Reich mit dem Hinweis, Frau Fluths Mann käme nach Hause. Falstaff wird in einem Wäschekorb versteckt, der von den Knechten des Hauses in einen Tümpel entleert wird. Herr Fluth wiederum sucht vergeblich nach Falstaff. Er begibt sich nun selbst zu Falstaff, stellt sich unter fremdem Namen vor und versucht, über Falstaff ein Treffen mit seiner Frau zu vereinbaren. Er plant, Falstaff auf frischer Tat bei seiner Frau zu ertappen, wenn dieser ein Treffen für ihn vereinbart. Tatsächlich jedoch kann Frau Reich Frau Fluth rechtzeitig warnen und die versteckt Falstaff im Schweinestall. Von dort entkommt er in Frauenkleidern.
Nun klären Frau Fluth und Frau Reich ihren Männern gegenüber all die Verwicklungen auf. Sie beschließen, Falstaff endgültig aus dem Dorf zu verjagen. Frau Fluth und Frau Reich organisieren ein Rendezvous mit Falstaff im Wald, wo schließlich die gesamten Dorfbewohner in Verkleidung erscheinen und Falstaff unter Gespött verjagen.
In einer Nebenhandlung schafft es Frau Reichs Tochter Anna, sich ihrem Vater und ihrer Mutter zu widersetzen, die sie mit einem Schnösel und einem reichen, aber farblosen Mann verheiraten wollen, und den mittellosen Fenton zu ehelichen, der sie liebt und gut singen kann.
Die Vorstellung ist vorbei und die Darsteller verneigen sich vor dem Publikum. Der Vorhang fällt.

## Produktion
Die lustigen Weiber von Windsor war nach Figaros Hochzeit (1949) die zweite Opernverfilmung, die Georg Wildhagen für die DEFA drehte. Nach Streitigkeiten um das Finale des Films, das kurz vor der Premiere verändert werden musste, drehte Wildhagen keinen weiteren Film mehr für die DEFA.
Der Film entstand im Studio Babelsberg mit Außenaufnahmen im Park Babelsberg und erlebte am 22. Dezember 1950 im Leipziger Capitol seine Premiere. In der Bundesrepublik erschien der Film erstmals am 17. Oktober 1958 in Norddeutschland.

## Synchronisation
Der Gesang der Darsteller wurde synchronisiert:
| Rolle             | Darsteller      | Gesang         |
| ----------------- | --------------- | -------------- |
| Frau Fluth        | Sonja Ziemann   | Rita Streich   |
| Frau Reich        | Camilla Spira   | Martha Mödl    |
| Sir John Falstaff | Paul Esser      | Hans Krämer    |
| Herr Fluth        | Claus Holm      | Herbert Brauer |
| Herr Reich        | Alexander Engel | Willy Heyer    |
| Anna Reich        | Ina Halley      | Sonja Schöner  |

## Kritik
Die Kritik reagierte gespalten auf den Film: Während Kritiker der DDR den Film verrissen, da „die Handlung [der Oper] durch eigene Zutaten [der Drehbuchautoren] vergröbernd ins possenhaft Vulgäre“ gezogen werde und daher „vom Standpunkt der Volksbildung aus abzulehnen“ sei, lobte die Kritik der BRD den Film. Er sei „mit optischen Zutaten so geschickt aufgelockert […], daß alles konventionell Opernhafte geschwunden ist. Kein orthodoxer Opernfilm, sondern ein pralles, sprudelndes Filmlustspiel mit Musikeinlagen!“
Das Lexikon des internationalen Films nannte Die lustigen Weiber von Windsor eine „[m]usikalisch-beschwingte Verfilmung der komisch-phantastischen Oper von Nicolai nach Motiven von Shakespeare“.